# Luigi Ferraro (doppiatore)
Luigi Ferraro (Fondi, 11 gennaio 1967) è un doppiatore italiano.

## Biografia
Dotato di un timbro vocale particolarmente stridulo Ferraro ha iniziato la sua attività di doppiatore nel 1989, appena ventiduenne. È noto per essere il principale doppiatore italiano di Patton Oswalt e ha doppiato Steve Carell in Anchorman - La leggenda di Ron Burgundy e Anchorman 2 - Fotti la notizia, Kal Penn in Maial College e Maial College 2, Kevin Smith in Jay & Silent Bob... Fermate Hollywood! e Die Hard - Vivere o morire. Nell'animazione è la voce fra gli altri di Skipper in Madagascar, Cosmo in Due fantagenitori, Calcifer nel film dello Studio Ghibli Il castello errante di Howl e Cyborg in Teen Titans Go!, a partire dalla terza stagione.
Nel 2004 è la voce fuori campo del DVD Paperino e l'arte del divertimento.
Dal maggio 2006 fino alla chiusura del canale è stato la voce ufficiale del canale satellitare Cult e dal maggio 2013 è la voce ufficiale dei promo del canale televisivo La EFFE.
Ferraro ha anche partecipato al doppiaggio inglese (diretto da Francesco Vairano) del film Pinocchio (2019) di Matteo Garrone, doppiando il personaggio della Civetta, interpretato da Gianfranco Gallo.
È padre delle doppiatrici Anita e Matilde Ferraro.

## Doppiaggio

### Film
- Patton Oswalt in Tutti i numeri del sesso, Young Adult, Cercasi amore per la fine del mondo, I sogni segreti di Walter Mitty, Le spie della porta accanto, The Circle, Eternals, Ghostbusters - Minaccia glaciale
- Jason Lee in In cerca di Amy, Alvin Superstar, Alvin Superstar 2, Alvin Superstar 3 - Si salvi chi può!, Alvin Superstar - Nessuno ci può fermare
- Warwick Davis in Leprechaun 2, Leprechaun 3, Leprechaun 4 - Nello spazio, Leprechaun 5
- Steve-O in Jackass: The Movie, Jackass Number Two, Jackass 3D
- Kal Penn in Maial College, The Mask 2, Maial College 2
- Jonah Hill in 10 cose di noi, Una notte al museo 2 - La fuga, Il primo dei bugiardi
- John Leguizamo in E venne il giorno, John Wick, John Wick - Capitolo 2
- Jed Brophy in Lo Hobbit - Un viaggio inaspettato, Lo Hobbit - La desolazione di Smaug, Lo Hobbit - La battaglia delle cinque armate
- Jack Black in Nemico pubblico, Sex Tape - Finiti in rete, Il re della polka
- Jeffrey Wright in Delitto + castigo a Suburbia, D-Tox
- Gerard Butler ne Il regno del fuoco, Comic Movie
- Mark Ruffalo in Windtalkers, Zodiac
- Steve Carell in Anchorman - La leggenda di Ron Burgundy, Anchorman 2 - Fotti la notizia
- David Cross in Chain of Fools, Io non sono qui
- Fisher Stevens in Undisputed, Awake - Anestesia cosciente
- Kevin Smith in Jay & Silent Bob... Fermate Hollywood!, Die Hard - Vivere o morire
- Michel Muller in Wasabi, Il tulipano d'oro
- Jay Thomas in Che fine ha fatto Santa Clause?, Santa Clause è nei guai
- Judah Friedlander in Hot Movie - Un film con il lubrificante, Piacere Dave
- Dileep Rao in Avatar, Avatar - La via dell'acqua
- Sharlto Copley in Elysium, Hardcore!
- Nawazuddin Siddiqi in Lunchbox, Raees
- Michael Stuhlbarg in Steve Jobs, Chiamami Col Tuo Nome
- Henry Ian Cusick in Hitman - L'assassino
- Sean Penn in Prima che sia notte
- Adrian Martinez in Undefeated, Il buongiorno del mattino, Focus - Niente è come sembra, Come ti divento bella!, Lilli e il vagabondo, Operazione vendetta
- Philip Seymour Hoffman in Prossima fermata Wonderland
- Christian Slater in Austin Powers - Il controspione
- Steve Zahn in Sahara
- Woody Harrelson in A Scanner Darkly - Un oscuro scrutare
- Ethan Suplee in John Q
- Rhys Darby in Yes Man
- Peter Stormare in Il grande Lebowski
- Ken Leung in Rush Hour - Due mine vaganti
- Brad William Henke in The Assassination
- Brian Geraghty in The Hurt Locker
- Craig Hall in Perfect Creature
- Kevin Gage in Blow
- Ken Hudson Campbell in Armageddon - Giudizio finale
- Ruben Santiago-Hudson in Shaft
- Alex O'Loughlin in La musica nel cuore - August Rush
- Jason Segel in Molto incinta
- Chris Coppola in Postal
- Rainn Wilson in Mimzy - Il segreto dell'universo
- Jason Barry in Titanic
- Cole Hauser in Will Hunting - Genio ribelle
- Eddie Griffin in Norbit
- Garrett Lombard in Alexander
- David Koechner in La figlia del mio capo
- Tony Cox in The Warrior's Way
- Tyler Labine in Zack & Miri - Amore a... primo sesso
- Gabriel Casseus in Black DogDog
- Waylon Payne in Quando l'amore brucia l'anima - Walk the Line
- Chris Elliott in Scary Movie 4
- David Krumholtz in The Judge
- Charlie Creed-Miles in King Arthur
- D.L. Hughley in Scary Movie 3 - Una risata vi seppellirà
- Michael Tucci in Grease
- Sean Hayes in I tre marmittoni
- Aaron Abrams in Amelia
- Joseph Cali in La febbre del sabato sera
- Corey Johnson in La Mummia
- Kevin Corrigan in The Next Three Days
- James Parks in Kill Bill: Volume 1
- Richard Foronjy in C'era una volta in America (ridoppiaggio 2003)
- Max Casella in Blue Jasmine
- Evan Handler in Ransom - Il riscatto
- Mark Wahlberg in Paura
- Aki Avni in Homeland Security
- Mike O'Malley in The Perfect Man
- Jeff Bennett in Come d'incanto
- Matt Lucas in Paddington
- Zak Orth in Romeo + Giulietta di William Shakespeare
- Dylan Bruno in Taken 3 - L'ora della verità
- Sean Kearns in Le ceneri di Angela
- Bruce McCulloch in Super Troopers 2
- BD Wong in Lo spazio che ci unisce
- Clint Dyer in Mine
- Massimiliano Gallo in Pinocchio (film 2019, doppiaggio inglese, solo nel ruolo della Civetta)
- Michael Tow in Hocus Pocus 2
- Ray Haratian in Operazione Kandahar
- Roderick Hill in Ops! È già Natale
- Andrew Roux in My Spy - La città eterna
- Kevin Hart in Vi presento i nostri

### Serie televisive
- Peter Jacobson in Oz, The Good Wife, Chicago P.D., Law & Order - Unità vittime speciali (ep. 19x01, 19x13), Ahsoka
- Patton Oswalt in Due uomini e mezzo, Agents of S.H.I.E.L.D., Brooklyn Nine-Nine, Happy!
- Hrach Titizian e Jean-Pierre Vertus in Bosch
- Andy Dick in Perfetti... ma non troppo
- Kal Penn in Dr. House - Medical Division
- Sean Astin in The Strain, Stranger Things
- Tom Hern in Power Rangers Dino Thunder
- John Tui in Power Rangers Mystic Force
- Toby Jones in Doctor Who
- Larry Joe Campbell ne La vita secondo Jim
- Michael D. Cohen in Henry Danger, Danger Force
- Jason Alexander in Un fantafilm - Devi crescere, Timmy Turner!
- Ezequiel Rodríguez in Soy Luna
- Michel Gerard in Una mamma per amica
- Mitchell Whitfield in Zack e Cody al Grand Hotel[2]
- Carl Anthony Payne II in Tyler Perry's Young Dylan
- Andre Royo in The Wire
- Johnny Nessy in Cuore ferito
- Mark Proksch in Better Call Saul
- Lawrence Gilliard Jr. in The Deuce - La via del porno
- Jason Antoon in NCIS: Hawai'i
- Daniel Dae Kim in Avatar - La leggenda di Aang
- Matty Cardarople in Fallout
- Danny Kirrane in Baby Reindeer

### Film d'animazione
- Skipper in Madagascar, Madagascar 2, Madagascar 3 - Ricercati in Europa, I pinguini di Madagascar
- Murray in Hotel Transylvania, Hotel Transylvania 2, Hotel Transylvania 3 - Una vacanza mostruosa, Hotel Transylvania - Uno scambio mostruoso
- Peek in Come cani e gatti, Cani & gatti - La vendetta di Kitty
- Wizgiz in Winx Club - Il segreto del regno perduto, Winx Club - Il mistero degli abissi
- Gabumon e le sue evoluzioni in Digimon - Il film, Digimon Adventure: Last Evolution Kizuna
- Mel in Pets - Vita da animali, Pets 2 - Vita da animali
- Pilaf in Dragon Ball Z - La battaglia degli dei, Dragon Ball Z - La resurrezione di 'F'
- Acrobata numero 2 e ladro numero 3 in Aladdin e il re dei ladri
- Cloak e Dagger in La sirenetta II - Ritorno agli abissi
- Tobe e Icsics in I Lunes e la sfera di Lasifer
- Octavius in Ernest e Celestine - L'avventura delle 7 note
- Kirk in Titanic - Mille e una storia
- Soldato ne La Freccia Azzurra[3]
- Alieno numero 3 in Toy Story 2 - Woody e Buzz alla riscossa
- Ernie ne Le avventure di Elmo in Brontolandia
- cuoco in Titan A.E.
- Dodo in L'era glaciale
- Joe in Pilù, l'orsacchiotto con il sorriso all'ingiù
- Edison in Molly Monster - Il film
- Cool Cat in Titti turista tuttofare
- Dr. Nightingale in Cheerleaders - La supersquadra
- 007 in Cyborg 009 - La leggenda della supergalassia
- Red Cap in Coo che arrivò da un mare lontano
- Baz in Alla ricerca di Nemo
- Calcifer ne Il castello errante di Howl
- Ronza in Striscia, una zebra alla riscossa
- Grugno ne L'arca di Noè
- Procavia delle Rocce in Uno zoo in fuga
- 5 in 9
- Mambo in Cenerentola e gli 007 nani
- Glenn in Angry Birds 2 - Nemici amici per sempre
- William in Nome in codice: Brutto Anatroccolo
- Klaus Kickenklober in Sing 2 - Sempre più forte
- Volente in Tiffany e i tre briganti
- Robot in Bentornato Pinocchio[4]
- Ignazio in Lissy - Principessa alla riscossa
- L'araldo ne Le avventure del topino Despereaux
- Rajim in Cuccioli - Il codice di Marco Polo
- Tuono in Sansone
- Tony lo Svelto ne L'era glaciale 2 - Il disgelo
- Ivan in Surf's Up - I re delle onde
- Jatt ne Il regno di Ga'Hoole - La leggenda dei guardiani
- Toby in Animals United
- Cerebroguscio 13 in Buzz Lightyear da Comando Stellare - Si parte!
- Ciambellino in Ralph Spaccatutto
- Robot in Dragon Ball Z - L'invasione di Neo Namek (primo doppiaggio)
- Flanagan in Mary e il fiore della strega
- Bakeloonder in Dr. Slump e Arale - Il terribile mostro Dodongadon
- Timon ne Il re leone (ridoppiaggio DVD 2003)
- Mortone in Ortone e il mondo dei Chi
- Lazlo ne I Robinson - Una famiglia spaziale
- Yattaran in Capitan Harlock
- Krrack in Mune - Il guardiano della luna
- Pervis in Il viaggio di Arlo
- Pancho in Pedro: Galletto coraggioso
- Thurman in Fuga dal pianeta Terra
- Tito in Barry, Gloria e i Disco Worms
- Cole ne Il Cavaliere Rusty e il regno del pericolo
- Trini in Mortadello e Polpetta contro Jimmy lo Sguercio
- Candelaio ne Il libro della vita
- Colla in Strange Magic
- Pango in Robinson Crusoe
- Spud ne La canzone del mare
- Cyborg in Teen Titans Go! Vs. Teen Titans
- Nigel in Il viaggio di Norm
- Barry in Sausage Party - Vita segreta di una salsiccia
- Riff in Rock Dog
- Sindaco Percival J. Muldoon in Nut Job 2 - Tutto molto divertente
- Clive in Cattivissimo me 3
- Felix ne Gli eroi del Natale
- Lobov in Dililì a Parigi
- Charlie in Rex - Un cucciolo a palazzo
- Ordinalfabetix in Asterix e il segreto della pozione magica
- Cervo in Birba - Micio combinaguai
- Re di Mezarte in Maquia - Decoriamo la mattina dell'addio con i fiori promessi
- Capitan Caveman in Scooby!
- Klonk in Steve - Un mostro a tutto ritmo
- Scarlato in Lupin III - Prigioniero del passato
- conigli neri in Pinocchio di Guillermo del Toro
- Truck Driver in Thelma l'unicorno
- Abbronzante ne Il prodigioso Maurice
- Grumos in Argonuts - Missione Olimpo
- Quinn in Luck
- Topsy in Tom & Jerry

### Serie animate
- Gabumon e le sue evoluzioni in Digimon Adventure, Digimon Adventure 02
- Clifford Yuma in Che campioni Holly e Benji!!! e Holly & Benji Forever
- Sharkman in MegaMan NT Warrior, MegaMan NT Warrior Axess
- Cyborg in Teen Titans Go! (st.3+) e Teen Titans (2ª voce)
- Disco Stu (1ª voce), Brian Setzer, Jack Bauer e altre voci ne I Simpson[5]
- Giustino (2ª voce), Bushwich, Banana col cappello e Ombra malefica in Leone il cane fifone
- Ichiya Kotobuky, Nichiya e Franmalth in Fairy Tail
- Pythor P. Chumsworth e Clancee in LEGO Ninjago
- Mr. Mimo e Mino (1ª voce) ne Le Superchicche
- Rodney e Gaston Le Mode in Phineas e Ferb
- Bonny (1ª voce) e Mervin Vinkelsteen in Lilo & Stitch
- Cosmo e Anti-Cosmo in Due fantagenitori
- Randa in Jake e i pirati dell'Isola che non c'è
- Bernardo in Puffin Rock
- Pip in Barnyard - Ritorno al cortile
- Mr. No Hands in Hero 108
- Billy Parham in Lo straordinario mondo di Gumball
- Woodstock in Ace Ventura
- Shifty in Blinky Bill
- Ajax in Duckman
- Og in Mike, Lu & Og
- Monty in Stuart Little
- Bobby Schumann ne Gli Astromartin
- Kintaro in Duel Masters
- Buddy in Where My Dogs At?
- Norville in Un cucciolo di nome Clifford
- Bimbo ne L'ospedale delle bambole
- Criceto in Interviste mai viste
- Tak in Inuk
- Luk in Kassai e Luk
- Iggy in Animalia
- Fu-Fu in Sagwa
- Larry e Malcolm Needious in Kim Possible
- Kien Koa in Sandokan - La tigre ruggisce ancora
- François in Quasimodo
- Disastro in Fantasmi detectives
- Mog in Meg e Mog
- Sgrunfi in Blanche
- Tiglio in Leonardo
- Waya in SuperDoll Rika-chan
- Terry in BuBuChaCha
- Mac ne I Vampiriani - Vampiri vegetariani
- Abel Geiger in Nadja
- Prosun in Pretty Cure Max Heart
- Gosunkugi in Ranma ½
- Bunta Hayami in Gaiking, il robot guerriero
- Futoshi in Gakeen - Magnetico robot
- Hirotaka Ijyuin in Terrestrial Defense Corp. Dai-Guard
- Warera in Macross
- Sabu in Orange Road
- Koji in Sakura Mail
- Minagawa in Boys Be...
- Amagasaki in Chi ha bisogno di Tenchi?
- Hidehichi in 3x3 occhi
- Mizushima in Generator Gawl
- Ivan in Michiko e Hatchin
- Fallow in Deltora Quest
- Hannes in L'attacco dei giganti
- Vector il coccodrillo in Sonic X
- Jobs in Eureka Seven
- Stimpy in Ren and Stimpy Adult Party Cartoon
- Skrap-It in Dinotrux
- Dada in Pucca
- Skipper ne I pinguini di Madagascar
- Spud in Bob aggiustatutto
- Hong in Kung Fu Panda - Mitiche avventure
- Il Pappa Batticulo in The Boondocks
- Bulbo in 3 mostri in famiglia
- Edison in Molly Monster
- N in Pokémon Nero 2 e Bianco 2
- J.C. Gonzalez in Bordertown
- Mr. Bleaker in Verme del futuro
- Mago in Il formidabile mondo di Bo
- Jimmy Gim ne I Dalton
- Pip in Bear Nella Grande Casa Blu
- Nuovo Brian (ep. 7x05) ne I Griffin
- Pico Bass in DuckTales
- Enzo Ferino in Devil May Cry
- Alan Shapiro in Archer
- Frullo in Aqua Teen Hunger Force
- Saito in Tiger & Bunny
- Bambola Patchwork in Perduti a Oz
- Trey in Gigantosaurus
- Zio Stripe in Bluey
- Craig Bean in Pepper Ann
- Ray Ray Proud Sr in La famiglia Proud
- Billy Quizboy in The Venture Bros.
- Bud in Space Goofs - Vicini, troppo vicini!(2ª edizione)
- Nonunfiatus in Idefix e gli Irriducibili
- Goromaru in Onimusha
- lo squalo Jabber in Scooby-Doo! Mystery Incorporated (stagione 1 episodio 14)

### Documentari e docu-serie
- Richard Meryman in Elizabeth Taylor: L'ultima diva

### Videogiochi
- Paperinik in Chi è PK?[6]
- Mr. Pink in Puppetter
- Alexzabelsss in Transformice
- Breko in Gli Skatenini e le dune dorate
- Ben in G-Force - Superspie in missione[7]
- Tamon Takeuchi in Forbidden Siren[8]
- Greez Dritus in Star Wars Jedi: Fallen Order[9] e Star Wars Jedi: Survivor[10]
- Luigi in Cars - Motori ruggenti[11]
- Ramone in Cars 3 - In gara per la vittoria[12]
- Skipper in Madagascar 3[13]
- C-3PO in LEGO Star Wars: Il risveglio della Forza[14]
- Il fan dei Ludens e il Comico Errante in Death Stranding[15]
- Marco in Total Overdose: A Gunslinger's Tale in Mexico
- Ratatoskr in God of War Ragnarök[16]

### Programmi televisivi
- Seal Jake Zweig in Sei spacciato!
- Voce narrante in Clima dell'altro mondo

## Filmografia
- Il maresciallo Rocca – serie TV, episodi 3x01-3x02 (2001)[17]